# Uwe Jopt
Uwe-Jörg Jopt (geboren 1944) ist ein deutscher Psychologe. Jopt studierte in Bochum und promovierte beim Motivationspsychologen Heinz Heckhausen. Er war Psychologieprofessor zunächst an der Pädagogischen Hochschule Westfalen-Lippe in Bielefeld und später an der Universität Bielefeld. Jopt wurde im September 2009 emeritiert. Jopt ist Begründer der systemisch-lösungsorientierten Begutachtungsmethodik und ist als Sachverständiger in Kindschaftssachen und Familientherapeut tätig.
Jopt ist ein Vertreter der Systemischen Familienpsychologie. Er erforscht unter anderem häusliche Gewalt, die Situation von Trennungskindern und die Eltern-Kind-Entfremdung. Jopt plädierte in den 80er Jahren für die Abschaffung des alleinigen Sorgerechts und ist ein Kritiker der entscheidungsorientierten familienpsychologischen Begutachtungspraxis. Gemeinsam mit Katharina Behrend leitet Jopt das Institut für lösungsorientierte Arbeit im Familienrecht in Lemgo. Er ist Gründer des Fachverbandes systemisch-lösungsorientierter Sachverständiger im Familienrecht (FSLS).

## Schriften/Vorträge
- Selbstkonzept und Ursachenerklärung in der Schule. Verlag: Kamp (1978)
- Schlechte Schüler - faule Schüler?: Wie Eltern helfen können. Verlag: Kösel (1981)
- Staatliches Wächteramt und Kindeswohl. Zum unseligen Verhältnis zwischen Sorgerecht und Umgangsrecht. Zentralblatt für Jugendrecht, 77, 285–294 (1990)
- Im Namen des Kindes. Plädoyer für die Abschaffung des alleinigen Sorgerechts. Verlag: Rasch und Röhring (1992a)
- Sehnsucht nach zu Hause. Psychologie in Erziehung und Unterricht, 57–61. (1992b)
- "Gutachter" ernannt - gefahr gebannt?. Zeitschrift EX, 6, 20–26. (1995)
- Anmerkungen zum Referentenentwurf zur Reform des Kindschaftsrechts aus psychologischer Sicht. Zentralblatt für Jugendrecht, 83, 203–211. (1996)
- Zur Diskrepanz zwischen staatlichem Kinderschutz und behördlichen Kinderschützern. In: Evangelische Akademie Bad Boll (Hrsg.). Kindeswohl - Dilemma und Praxis der Jugendämter, 15–37. (1997)
- Jugendschutz und Trennungsberatung. Vortrag am 12. November 1997, Fortbildungsveranstaltung des Landesjugendamtes Rheinland-Pfalz in Mainz.
- Ein Zwei-Phasen-Modell zu PAS. Vortrag anlässlich der Tagung Kindeswille und Elterntrennung vom 23.–24.04.1999 an der Katholischen Akademie Trier.
- Nach der Kindschaftsrechtsreform. Zur Notwendigkeit eines systemisch orientierten Selbstverständnisses des Psychologischen Sachverständigen im Familienrecht. In: B. Schade (Hrsg.): Gerichtspsychologie in der Praxis. Göttingen: Hogrefe (2000)
- Elterliche PASsivität nach Trennung. Zur Bedeutung des betreuenden Elternteils für die PAS-Genese. In: T. Fabian (Hrsg.). 2. Tage der Rechtspsychologie, Tagungsband, Leipzig. Co-Autorin Julia Zuetphen (2001)
- Systemorientierte Begutachtung im Familienrecht - Aufgaben des Psychologischen Sachverständigen nach der Kindschaftsrechtsreform. In: Elmar Bergmann, Uwe Jopt, Günter Rexilius (Hrsg.), Lösungsorientierte Arbeit im Familienrecht. Intervention bei Trennung und Scheidung. Bundesanzeiger Verlag, Köln, ISBN 3-89817-133-7. Co-Autor Günter Rexilius (2002)
- Psychologische Begutachtung aus familiengerichtlicher Sicht: A. Entscheidungsorientierter Ansatz. - Eine empirische Untersuchung. Zentralblatt für Jugendrecht, 91, 310–321. Co-Autorin Julia Zuetphen (2004)
- Psychologische Begutachtung aus familiengerichtlicher Sicht: B. Lösungsorientierter Ansatz. - Eine empirische Untersuchung. Zentralblatt für Jugendrecht, 91, 362–379. Co-Autorin Julia Zuetphen (2004)
- Erwartung und Hoffnung des Familiengerichts gegenüber Psychologischen Gutachtern - Anmerkungen zu einer empirischen Untersuchung. ISUV-Report, 4, 5–7. (2004)
- Wem nützen entscheidungsorientierte Gutachten im Familienrecht? Plädoyer für eine neue Rolle der Psychologie im Familienrecht. Neue Wege und Konzepte in der Rechtspsychologie, 3, 261–275. Co-Autorin Katharina Behrend (2006)
- Angemerkt! Alle für eins - das Kind. In: Spektrum.de (2010)
- Trennungsleid im Spannungsfeld zwischen Partnerschaft und Elternschaft – Plädoyer für einen systemisch orientierten Umgang mit der Trennungsfamilie -. In: M. Franz & A. Karger (2013). Scheiden tut weh. Elterliche Trennung aus Sicht der Väter und Kinder. Vandenhoeck & Ruprecht, 189–214.

## Interviews/TV-Auftritte
- "Ich würde immer wieder abhauen". In: Der Spiegel 35/1988
- "Im Jugendamt arbeiten wohlmeinende Laien". In: Westfalen-Blatt (23./24.05.2009)
- "Mona Lisa - Kinderklau in Deutschland", 3Sat
- "Wir müssen den seelischen Missbrauch von Kindern verhindern", Trennungsväter.de (2006)
- "Amtlicher Größenwahn", FAZ vom 21. Dezember 2008
- ZDFzoom "Kampf ums Kind" vom 27. Oktober 2011
- "Deutschland AKUT", N24 vom 7. November 2012